# 89P/Russell
89P/Russell (również Russell 2) – kometa krótkookresowa, należąca do rodziny komet Jowisza.

## Odkrycie
Kometa została odkryta 28 września 1980 roku przez Kennetha Russella na płycie fotograficznej wykonanej za pomocą UK Schmidt Telescope w Obserwatorium Siding Spring (Australia). W nazwie znajduje się zatem nazwisko odkrywcy.

## Orbita komety i właściwości fizyczne
Orbita komety 89P/Russell ma kształt elipsy o mimośrodzie 0,41. Jej peryhelium znajduje się w odległości 2,22 j.a., aphelium zaś 5,28 j.a. od Słońca. Jej okres obiegu wokół Słońca wynosi 7,26 roku, nachylenie do ekliptyki to wartość 12,08˚.
Jądro tej komety ma rozmiary 2,8 km.